# Лауенбрюк
Лауенбрюк (нім. Lauenbrück) — громада в Німеччині, розташована в землі Нижня Саксонія. Входить до складу району Ротенбург-на-Вюмме. Складова частина об'єднання громад Фінтель.
Площа — 21,89 км2. Населення становить 2577 ос. (станом на 31 грудня 2021).